# Ferrex
Ferrex (fl. V secolo a.C.) fu un sovrano leggendario della Britannia, menzionato nella Historia Regum Britanniae di Goffredo di Monmouth.
Era figlio di Gorboduc e Judon. Quando il padre divenne vecchio, Ferrex entrò in guerra col fratello Porrex per la successione al trono. Fuggì in Gallia, dove chiese l'aiuto di re Suhard dei franchi. Al suo ritorno, combatté una battaglia contro il fratello, dove perse la vita. La madre Judon lo vendicò uccidendo 
cinque anni dopo Porrex nel sonno. Ciò scatenà una nuova guerra civile.